# Ténado
Ténado là một tổng của tỉnh Sanguié ở trung bộ Burkina Faso. Thủ phủ của tổng này là thị xã Ténado. Dân số năm 2006 là 46.203 người.

## Các thị xã và các làng
Baguiomo, Balélédo, Batondo, Bavila, Doudou, Kaboro, Koualio, Koukouldi, Lati, Poun, Sassia, Tialgo, Tiébo, Tio, Tiogo, Tiogo-Mouhoun và Zindin.